# Dimarcusidae
Famille
Les Dimarcusidae sont une famille de vers plats d'eau douce de l'ordre des Tricladida (infra-ordre des Cavernicola).

## Systématique
Le nom valide complet (avec auteur) de ce taxon est Dimarcusidae Mitchell & Kawakatsu, 1972.
Dimarcusidae a pour synonyme la famille des Opisthobursidae Benazzi & Giannini, 1973.

### Liste des genres
Selon la base de données World Register of Marine Species (2 février 2024), la famille des Dimarcusidae regroupe les genres suivants :
- Balliania Gourbault, 1978
- Kawakatsua Sluys, 2019
- Novomitchellia Özdikmen, 2010
- Opisthobursa Benazzi, 1972
- Rhodax Marcus, 1946

### Genres synonymes, reclassements
D'après World Register of Marine Species (2 février 2024), les genres suivants sont des synonymes :
- Debeauchampia Benazzi, 1981 est reclassé dans le sous-ordre des Maricola sous le nom Procerodes Girard, 1850 ;
- Dimarcus Mitchell & Kawakatsu, 1972 est synonyme de Opisthobursa Benazzi, 1972 ;
- Mitchellia Kawakatsu & Chapman, 1983 est renommé Novomitchellia Özdikmen, 2010, ce Mitchellia étant un homonyme de Mitchellia Koninck, 1877, un genre de gastéropode fossile.

### Publication originale
(en) Robert Wetsel Mitchell et Masaharu Kawakatsu, « A new family, genus, and species of cave-adapted Planarian from Mexico (Turbellaria, Tricladida, Maricola) », Occasional Papers, Museum of Texas Tech University, vol. 8,‎ 1972, p. 1-16